# Давыдово (Кузнечихинское сельское поселение)
Давыдово — село в Ярославском районе Ярославской области России. В рамках организации местного самоуправления входит в Кузнечихинское сельское поселение; в рамках административно-территориального устройства включается в Глебовский сельский округ.

## География
Расположено в 16 километрах к северу от центра поселения деревни Кузнечиха и в 23 километрах к северу от центра Ярославля.

## История
Каменная церковь в селе построена в 1829 году на средства купца Малахова Ивана Михайловича. Заключала в себе три престола: Рождества Христова, Шуйской Божьей Матери и Святителя и Чудотворца Николая. 
В конце XIX — начале XX века село входило в состав Давыдковской волости Романово-Борисоглебского уезда Ярославской губернии.
С 1929 года село являлось центром Давыдовского сельсовета Ярославского района, в 1946—1957 годах — в составе Толбухинского района, в 1980-е годы — в составе Глебовского сельсовета, с 2005 года — в составе Кузнечихинского сельского поселения.

## Население
| 1859 | 1914 | 2002 | 2007 | 2010 |
| ---- | ---- | ---- | ---- | ---- |
| 380  | ↘361 | ↘36  | ↗49  | ↘46  |

## Достопримечательности
В селе расположена действующая Церковь Рождества Христова (1829), памятник воинам Великой Отечественной войны.